# Bídníci (Městské divadlo Brno)

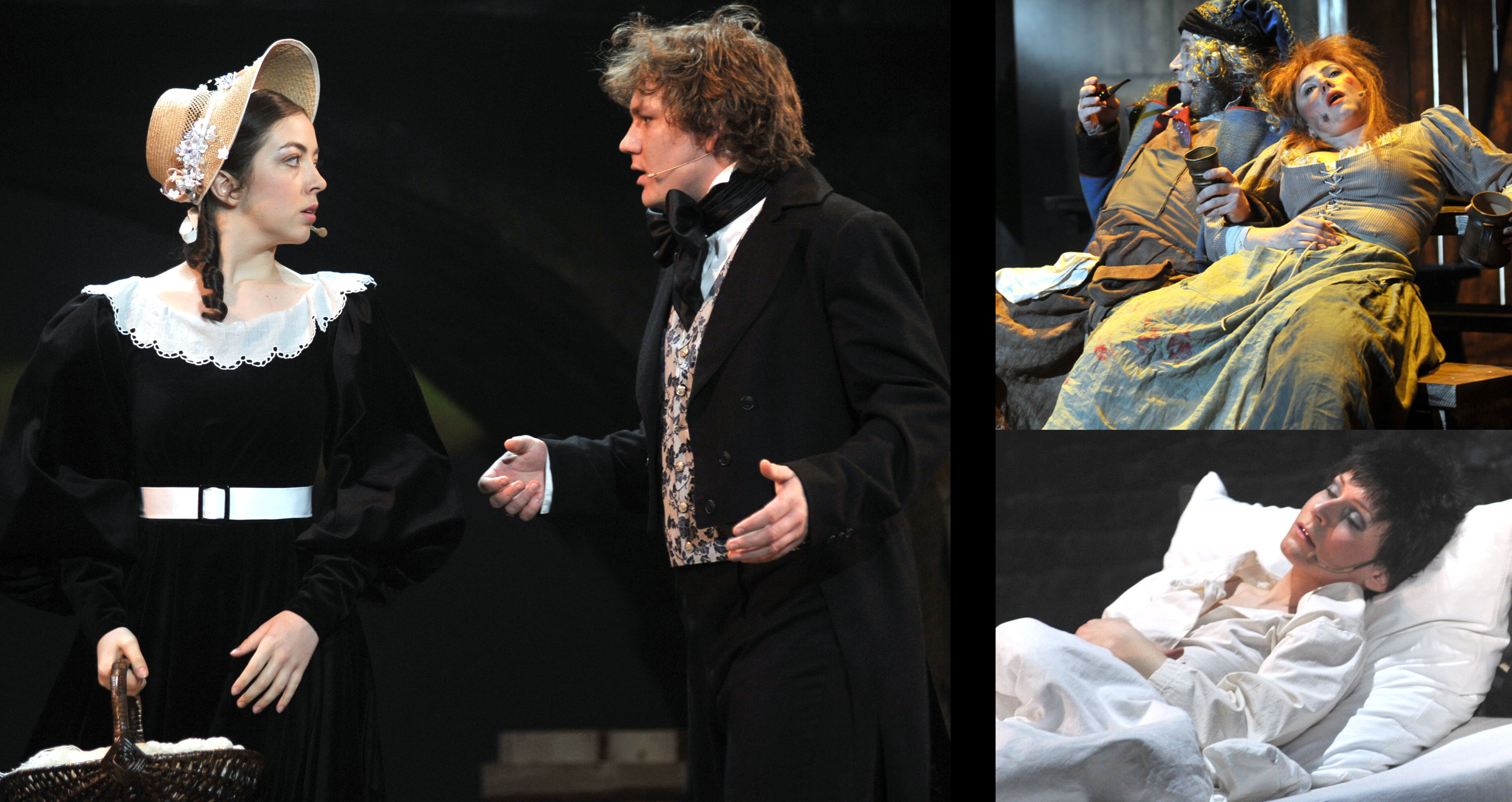
Cosette a Marius (vlevo), Thénardier s Madame Thénardier (vpravo nahoře) a Fantine (vpravo dole)

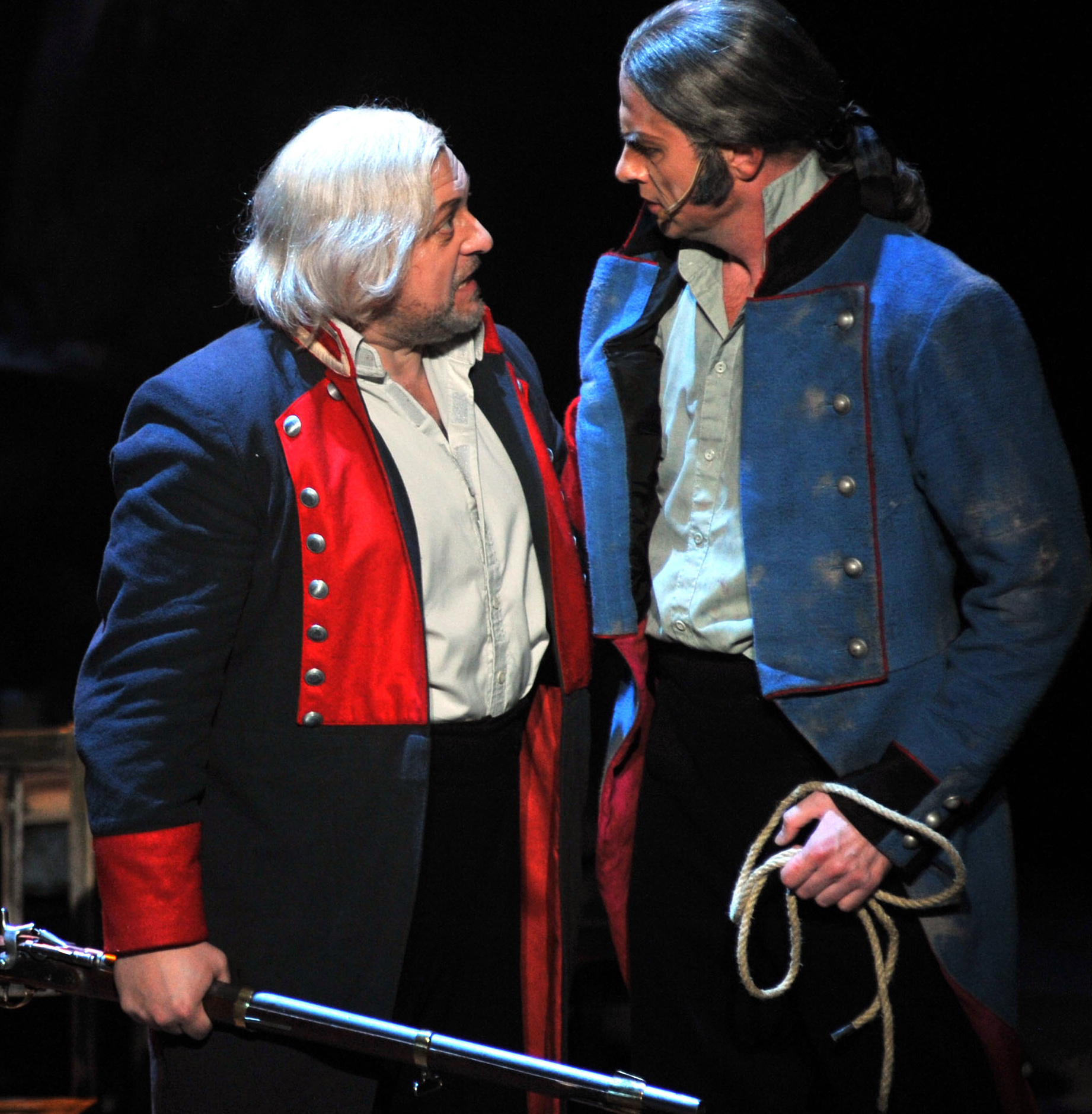
Provedení MdB Jean Valjean (Jan Ježek) a Javert (Igor Ondříček)

Bídníci (Městské divadlo Brno) ve francouzském originále Les Misérables (Claude-Michel Schönberg) je zpracování francouzského muzikálu Městským divadlem Brno.
Představení mělo v Brně premiéru 13. února 2009 a derniéru 31. května 2014; jeho režisérem je Stanislav Moša. Muzikál se, jako ostatně všechny muzikály tohoto divadla, odehrává na nové hudební scéně. Celková délka činí 3 hodiny 5 minut s jednou dvacetiminutovou přestávkou.
Moderní hudební scéna umožňuje značné vymoženosti kulis jako spouštění kulis seshora či největší z nich přisunout zboku. Režisér hojně využívá kontrastů, některé scény jsou doslova pompézní, jiné jsou zcela prázdné. Na představení je připraveno až 500 dobových kostýmů.

## Děj
Děj muzikálu se přímo drží děje románu, v němž se mistrně prolínají příběhy hlavního hrdiny, jeho neúnavného pronásledovatele, policejního komisaře Javerta, malé osiřelé Cosette, která najde domov a posléze i opětovanou lásku studenta Maria, či zvrhle komické majitelů hospody Thénardierových, kteří přežívají za všech režimů… To vše na pozadí bouřlivé doby – v červenci 1830 v Paříži vyrostou barikády revoluce; mnozí hrdinové děje se povstání aktivně účastní na straně lidu. Davové scény se střídají s intimními, láska s nenávistí a boj s nadějí v lepší svět.

## Obsazení
Většina rolí je alternována.
| Petr Gazdík nebo Jan Ježek                                           | Jean Valjean      |
| Petr Štěpán, Igor Ondříček nebo Lukáš Vlček                          | Javert            |
| Lenka Janíková, Hana Fialová, Eva Jedličková nebo Markéta Sedláčková | Fantine           |
| Jan Mazák nebo Tomáš Sagher                                          | Thénardier        |
| Lenka Bartolšicová, Jana Musilová nebo Zuzana Mauréry                | Madame Thénardier |
| Jakub Uličník, Dušan Vitázek, Tomáš Novotný nebo Radek Novotný       | Marius            |
| Radka Coufalová, Marta Matějová nebo Kateřina Derouet                | Cosette           |
| Johana Gazdíková, Hana Holišová nebo Kateřina Halíčková              | Eponine           |
| Robert Jícha, Jiří Mach nebo Vladimír Volečko                        | Enjolras          |
| Marek Hurák, Václav Lamparter nebo David Jan Žák                     | Gavroche          |
| Martin Křížka nebo Miroslav Urbánek                                  | Combeferre        |
| Jakub Przebinda nebo Lukáš Kučera                                    | Jean Prouvaire    |